# 오디세이 왜건, 인생을 달리다
《오디세이 왜건, 인생을 달리다》 혹은 《유성 왜건》(일본어: 流星ワゴン)은 시게마츠 키요시의 장편 소설이다.

## 등장인물
나가타 카즈오
본작의 주인공. 38세.
나가타 타다오
카즈오의 아버지.
나가타 미요코
카즈오의 아내.
나가타 히로키
카즈오의 아들.
토모코
카즈오의 여동생.
노부유키
토모코의 남편.
하시모토 토시아키

하시모토 켄타

## 무대

### 극단 도라판
2005년에 극단 도라에서 무대화·초연되었다. 각색은 아오키 고, 연출은 이소무라 준.

### 연극 집단 캐러멜 박스판
2011년에 연극 집단 캐러멜 박스에서 무대화되었다.

## 텔레비전 드라마
2015년 1월 18일부터 3월 22일까지 매주 일요일 21:00 ~ 21:54에, TBS 계열의 〈일요극장〉 시간대에서 방송되었다. 니시지마 히데토시와 카가와 테루유키의 더블 주연.

### 캐스트
- 나가타 카즈오 - 니시지마 히데토시 (어린 시절:사토 시온)
- 나가타 타다오 - 카가와 테루유키
- 나가타 미요코 - 이가와 하루카
- 나가타 토모코 - 이치카와 미와코 (어린 시절:우메가키 히나코)
- 나가타 노부유키 - 타카하시 히로시
- 센가 카즈야 - 이리에 진기
- 남자 - 마치다 케이타
- 하시모토 켄타 - 타카기 세라이
- 나가타 히로키 - 요코야마 코타
- 나가타 스미에 - 바이쇼 미츠코 (젊은 시절:와타나베 마키코)
- 하시모토 요시아키 - 요시오카 히데타카

### 스태프
- 원작 - 시게마츠 키요시
- 각본 - 야츠 히로유키, 마츠다 사야
- 음악 - 센쥬 아키라
- 주제가 - 사잔 오루 스타즈 〈싫은 일 투성이의 세상에서〉 (빅터 타이시타/빅터 엔터테인먼트)
- 연출 - 후쿠자와 카츠오, 타나자와 타카요시, 타나카 켄타
- 각본 협력 - 마츠다 사야
- 프로듀스 - 이요다 히데노리, 카와시마 류타로
- 제작 저작 - TBS

### 방송 일자
| 각 화                                                       | 방송일          | 부제 | 각본                      | 연출              | 시청률 |
| ----------------------------------------------------------- | --------------- | --- | ------------------------- | ----------------- | ------ |
| 제1화                                                       | 2015년 1월 18일 | 110만 부의 베스트 셀러 소설 첫 영상화 부모와 아이의 감동 석세스 스토리 탄생!! 아버지가 자신의 연령일 때 이 곤경을 어떻게 극복했을까!? 눈물의 우당탕 전개!! | 야츠 히로유키             | 후쿠자와 카츠오   | 11.1%  |
| 제2화                                                       | 1월 25일        | 웃고 우는 부모와 자식의 신 콤비! 도게자 사랑 | 야츠 히로유키 마츠다 사야 | 후쿠자와 카츠오   | 11.7%  |
| 제3화                                                       | 2월 1일         | 10분 확대 스페셜 성공으로의 길~철봉 감동 이야기! 기적을 일으켜라                                                                                           | 야츠 히로유키 마츠다 사야 | 후쿠자와 카츠오   | 11.1%  |
| 제4화                                                       | 2월 8일         | 남편의 사랑으로 아내를 구해라! 아내의 비밀? 웃음과 눈물의 가족애!!                                                                                         | 야츠 히로유키 마츠다 사야 | 타나자와 타카요시 | 9.6%   |
| 제5화                                                       | 2월 15일        | 엄마를 찾으러 대분투 켄타의 소원을 이루어라 | 야츠 히로유키 마츠다 사야 | 타나카 켄타       | 8.3%   |
| 제6화                                                       | 2월 22일        | 츄 상VS츄 상 완고 아버지를 넘어뜨려라!! | 야츠 히로유키 마츠다 사야 | 후쿠자와 카츠오   | 9.0%   |
| 제7화                                                       | 3월 1일         | 켄타의 이별은 호감 눈보라의 목말에서 기적을 | 야츠 히로유키 마츠다 사야 | 타나자와 타카요시 | 9.0%   |
| 제8화                                                       | 3월 8일         | 최종장! チュウさん流で大暴れ!! 아버지의 사랑 | 야츠 히로유키 마츠다 사야 | 타나카 켄타       | 11.0%  |
| 제9화                                                       | 3월 15일        | 최종회 전!~아내의 본심. 너를 사랑해!! | 야츠 히로유키 마츠다 사야 | 후쿠자와 카츠오   | 10.1%  |
| 최종화                                                      | 3월 22일        | 츄 상에게 감사! 왜건의 수수께끼, 완결!! | 야츠 히로유키             | 후쿠자와 카츠오   | 11.2%  |
| 평균 시청률 10.3% (시청률은 칸토 지구·비디오 리서치사 조사) |                 | |                           |                   |        |

- 첫회는 2시간 스페셜.

| TBS 일요극장                           | TBS 일요극장                      | TBS 일요극장                          |
| 이전 작품                              | 작품명                            | 다음 작품                             |
| -------------------------------------- | --------------------------------- | ------------------------------------- |
| 미안해 청춘! (2014.10.12 ~ 2014.12.21) | 유성 왜건 (2015.1.18 ~ 2015.3.22) | 천황의 요리사 (2015.4.26 ~ 2015.7.12) |